# 靖安乡 (张掖市)
靖安乡，是中华人民共和国甘肃省张掖市甘州区下辖的一个乡镇级行政单位。

## 行政区划
靖安乡下辖以下地区：
上堡村、新沟村、靖平村和靖安村。